# 1951年スペイングランプリ
1951年スペイングランプリ (XI Gran Premio de España) は、1951年F1世界選手権の最終戦として、1951年10月28日にペドラルベス・サーキットで開催された。

## レース概要
このレースはタイヤ選択で決定した。フェラーリは16インチの後輪を選択した。一方アルファロメオは、2つの選択肢から18インチを選択した。レース前、ファン・マヌエル・ファンジオはアルベルト・アスカリに対して2ポイントリードしていた。決勝でアスカリはフロイラン・ゴンザレスを従えてレースをリードしたが、フェラーリはトレッドの問題を多数抱えていた。ピエロ・タルッフィは6ラップ目にタイヤを交換し、ルイジ・ヴィッロレージが7ラップ目でこれに続いた。アスカリは8ラップ目、ゴンザレスは14ラップ目に交換を行った。フェラーリはタイヤ交換のため頻繁なストップを強いられ、ファンジオは初タイトルを余裕で勝ち取った。レース後、アルファロメオは資金不足のため翌シーズンは参戦しないことを発表した。

## エントリーリスト
| No       | ドライバー                       | チーム                   | コンストラクター     | シャシー                 | エンジン                         | タイヤ |
| -------- | -------------------------------- | ------------------------ | -------------------- | ------------------------ | -------------------------------- | ------ |
| 2        | アルベルト・アスカリ             | スクーデリア・フェラーリ | フェラーリ           | フェラーリ・375          | フェラーリ Type 375 4.5 V12      | P      |
| 4        | ルイジ・ヴィッロレージ           | スクーデリア・フェラーリ | フェラーリ           | フェラーリ・375          | フェラーリ Type 375 4.5 V12      | P      |
| 6        | フロイラン・ゴンザレス           | スクーデリア・フェラーリ | フェラーリ           | フェラーリ・375          | フェラーリ Type 375 4.5 V12      | P      |
| 8        | ピエロ・タルッフィ               | スクーデリア・フェラーリ | フェラーリ           | フェラーリ・375          | フェラーリ Type 375 4.5 V12      | P      |
| 10       | ピーター・ホワイトヘッド1        | ピーター・ホワイトヘッド | フェラーリ           | フェラーリ・375          | フェラーリ 375 F1 4.5 V12        | P      |
| 12       | モーリス・トランティニアン       | エキップ・ゴルディーニ   | シムカ・ゴルディーニ | シムカ・ゴルディーニ T15 | シムカ・ゴルディーニ 15C 1.5 L4s | E      |
| 14       | ロベール・マンヅォン             | エキップ・ゴルディーニ   | シムカ・ゴルディーニ | シムカ・ゴルディーニ T15 | シムカ・ゴルディーニ 15C 1.5 L4s | E      |
| 16       | アンドレ・シモン                 | エキップ・ゴルディーニ   | シムカ・ゴルディーニ | シムカ・ゴルディーニ T15 | シムカ・ゴルディーニ 15C 1.5 L4s | E      |
| 18       | プリンス・ビラ                   | プリンス・ビラ           | マセラティ-オスカ    | マセラティ・4CLT-48      | オスカ V12                       | P      |
| 20       | ニーノ・ファリーナ               | アルファロメオ SpA       | アルファロメオ       | アルファロメオ・159M     | アルファロメオ 1.5 L8s           | P      |
| 22       | ファン・マヌエル・ファンジオ     | アルファロメオ SpA       | アルファロメオ       | アルファロメオ・159M     | アルファロメオ 1.5 L8s           | P      |
| 24       | フェリーチェ・ボネット           | アルファロメオ SpA       | アルファロメオ       | アルファロメオ・159M     | アルファロメオ 1.5 L8s           | P      |
| 26       | トゥーロ・デ・グラッフェンリート | アルファロメオ SpA       | アルファロメオ       | アルファロメオ・159M     | アルファロメオ 1.5 L8s           | P      |
| 28       | ルイ・ロジェ                     | エキュリー・ロジェ       | タルボ・ラーゴ       | タルボ・ラーゴ T26C-DA   | タルボ 23CV 4.5 L6               | D      |
| 30       | ルイ・シロン                     | エキュリー・ロジェ       | タルボ・ラーゴ       | タルボ・ラーゴ T26C      | タルボ 23CV 4.5 L6               | D      |
| 32       | イブ・ジロー・カバントゥ         | イブ・ジロー・カバントゥ | タルボ・ラーゴ       | タルボ・ラーゴ T26C      | タルボ 23CV 4.5 L6               | D      |
| 34       | フィリップ・エタンセラン         | フィリップ・エタンセラン | タルボ・ラーゴ       | タルボ・ラーゴ T26C-DA   | タルボ 23CV 4.5 L6               | D      |
| 36       | ジョニー・クレエ                 | エキュリー・ベルゲ       | タルボ・ラーゴ       | タルボ・ラーゴ T26C-DA   | タルボ 23CV 4.5 L6               | D      |
| 38       | ジョルジュ・グリニャール         | ジョルジュ・グリニャール | タルボ・ラーゴ       | タルボ・ラーゴ T26C-DA   | タルボ 23CV 4.5 L6               | D      |
| 40       | レグ・パーネル1                  | BRM Ltd.                 | BRM                  | BRM P15                  | BRM 15 1.5 V16s                  | D      |
| 44       | パコ・ゴディア                   | スクーデリア・ミラノ     | マセラティ           | マセラティ・4CLT-48      | マセラティ 4 CL 1.5 L4s          | P      |
| 46       | ファン・ホーバー2                | スクーデリア・ミラノ     | マセラティ           | マセラティ・4CLT-48      | マセラティ 4 CL 1.5 L4s          | P      |
| 48       | トニ・ブランカ3                  | アントニオ・ブランカ     | マセラティ           | マセラティ・4CLT-48      | マセラティ 4 CL 1.5 L4s          | P      |
| Sources: |                                  |                          |                      |                          |                                  |        |

^1 - ピーター・ホワイトヘッドとレグ・パーネルは共にプラクティス前に撤退した。
^2 - ファン・ホーバーはマセラティの46番車で予選を通過したが、決勝には参加しなかった。ホアキン・パラシオは46番車でエントリーしたが、プラクティス前に撤退した。
^3 - トニ・ブランカはプラクティス前に撤退した。チコ・ランディは48番車でエントリーしたが、彼もプラクティス前に撤退した。

## 結果

### 予選
| 順位 | No | ドライバー                       | チーム                | タイム  | 差      |
| ---- | -- | -------------------------------- | --------------------- | ------- | ------- |
| 1    | 2  | アルベルト・アスカリ             | フェラーリ            | 2:10.59 | -       |
| 2    | 22 | ファン・マヌエル・ファンジオ     | アルファロメオ        | 2:12.27 | + 1.68  |
| 3    | 6  | フロイラン・ゴンザレス           | フェラーリ            | 2:14.01 | + 3.42  |
| 4    | 20 | ニーノ・ファリーナ               | アルファロメオ        | 2:14.94 | + 4.35  |
| 5    | 4  | ルイジ・ヴィッロレージ           | フェラーリ            | 2:16.38 | + 5.79  |
| 6    | 26 | トゥーロ・デ・グラッフェンリート | アルファロメオ        | 2:16.40 | + 5.81  |
| 7    | 8  | ピエロ・タルッフィ               | フェラーリ            | 2:16.80 | + 6.21  |
| 8    | 24 | フェリーチェ・ボネット           | アルファロメオ        | 2:21.80 | + 11.21 |
| 9    | 14 | ロベール・マンヅォン             | シムカ・ゴルディーニ  | 2:23.81 | + 13.22 |
| 10   | 16 | アンドレ・シモン                 | シムカ・ゴルディーニ  | 2:24.60 | + 14.01 |
| 11   | 12 | モーリス・トランティニアン       | シムカ・ゴルディーニ  | 2:25.25 | + 14.66 |
| 12   | 30 | ルイ・シロン                     | タルボ・ラーゴ-タルボ | 2:30.32 | + 19.73 |
| 13   | 34 | フィリップ・エタンセラン         | タルボ・ラーゴ-タルボ | 2:31.00 | + 20.41 |
| 14   | 32 | イブ・ジロー・カバントゥ         | タルボ・ラーゴ-タルボ | 2:32.18 | + 21.59 |
| 15   | 36 | ジョニー・クレエ                 | タルボ・ラーゴ-タルボ | 2:34.46 | + 23.87 |
| 16   | 38 | ジョルジュ・グリニャール         | タルボ・ラーゴ-タルボ | 2:35.58 | + 24.99 |
| 17   | 44 | パコ・ゴディア                   | マセラティ            | 2:37.45 | + 26.86 |
| 18   | 46 | ファン・ホーバー                 | マセラティ            | 2:41.99 | + 31.40 |
| 19   | 18 | プリンス・ビラ                   | マセラティ-オスカ     | 2:45.99 | + 35.40 |
| 20   | 28 | ルイ・ロジェ                     | タルボ・ラーゴ-タルボ | 2:46.78 | + 36.19 |

### 決勝
| 順位 | No | ドライバー                       | チーム                | 周回 | タイム/リタイア原因 | グリッド | ポイント |
| ---- | -- | -------------------------------- | --------------------- | ---- | ------------------- | -------- | -------- |
| 1    | 22 | ファン・マヌエル・ファンジオ     | アルファロメオ        | 70   | 2:46:54.10          | 2        | 9        |
| 2    | 6  | フロイラン・ゴンザレス           | フェラーリ            | 70   | +54.28              | 3        | 6        |
| 3    | 20 | ニーノ・ファリーナ               | アルファロメオ        | 70   | +1:45.54            | 4        | 4        |
| 4    | 2  | アルベルト・アスカリ             | フェラーリ            | 68   | +2 laps             | 1        | 3        |
| 5    | 24 | フェリーチェ・ボネット           | アルファロメオ        | 68   | +2 laps             | 8        | 2        |
| 6    | 26 | トゥーロ・デ・グラッフェンリート | アルファロメオ        | 66   | +4 laps             | 6        |          |
| 7    | 28 | ルイ・ロジェ                     | タルボ・ラーゴ-タルボ | 64   | +6 laps             | 20       |          |
| 8    | 34 | フィリップ・エタンセラン         | タルボ・ラーゴ-タルボ | 63   | +7 laps             | 13       |          |
| 9    | 14 | ロベール・マンヅォン             | シムカ・ゴルディーニ  | 63   | +7 laps             | 9        |          |
| 10   | 44 | パコ・ゴディア                   | マセラティ            | 60   | +10 laps            | 17       |          |
| Ret  | 4  | ルイジ・ヴィッロレージ           | フェラーリ            | 48   | イグニッション      | 5        |          |
| Ret  | 16 | アンドレ・シモン                 | シムカ・ゴルディーニ  | 48   | エンジン            | 10       |          |
| Ret  | 36 | ジョニー・クレエ                 | タルボ・ラーゴ-タルボ | 37   | アクシデント        | 15       |          |
| Ret  | 8  | ピエロ・タルッフィ               | フェラーリ            | 30   | ホイール            | 7        |          |
| Ret  | 12 | モーリス・トランティニアン       | シムカ・ゴルディーニ  | 25   | エンジン            | 11       |          |
| Ret  | 38 | ジョルジュ・グリニャール         | タルボ・ラーゴ-タルボ | 23   | エンジン            | 16       |          |
| Ret  | 32 | イブ・ジロー・カバントゥ         | タルボ・ラーゴ-タルボ | 7    | アクシデント        | 14       |          |
| Ret  | 30 | ルイ・シロン                     | タルボ・ラーゴ-タルボ | 4    | イグニッション      | 12       |          |
| Ret  | 18 | プリンス・ビラ                   | マセラティ-オスカ     | 1    | エンジン            | 19       |          |
| DNS  | 46 | ファン・ホーバー                 | マセラティ            | 0    | エンジン            | 18       |          |

## 注
- デビュー戦：パコ・ゴディア、ジョルジュ・グリニャール
- 本レースまでに2名のドライバー、ファンジオが27ポイント、アスカリが25ポイントでタイトルを争っていた。

ファンジオのタイトル獲得条件：アスカリより上位でフィニッシュ。：アスカリが3位以下。
アスカリのタイトル獲得条件：優勝：2位入賞かつファンジオが3位以下。

## 第8戦終了時点でのランキング
|  | 順位 | ドライバー                   | ポイント |
|  | ---- | ---------------------------- | -------- |
|  | 1    | ファン・マヌエル・ファンジオ | 31 (37)  |
|  | 2    | アルベルト・アスカリ         | 25 (28)  |
|  | 3    | フロイラン・ゴンザレス       | 24 (27)  |
|  | 4    | ニーノ・ファリーナ           | 19 (22)  |
|  | 5    | ルイジ・ヴィッロレージ       | 15 (18)  |

- 注：トップ5のみ表示。ベスト4戦のみがカウントされる。ポイントは有効ポイント、括弧内は総獲得ポイント。

## 参照
1. ↑  “1951 Spanish Grand Prix - Race Entries”.   manipef1.com. 2012年5月9日時点のオリジナルよりアーカイブ。2013年12月11日閲覧。
2. ↑  “1951 Spanish GP - Entry List”.   chicanef1.com. 2013年12月11日閲覧。
3. 1 2 3  “Spain 1951 - Result”.   statsf1.com. 2014年1月9日閲覧。
4. ↑  Lang, Mike (1981). Grand Prix! Vol 1. Haynes Publishing Group. p. 37. ISBN 0-85429-276-4

Unless otherwise indicated, all race results are taken from “The Official Formula 1 website”. 2007年6月5日閲覧。
| 前戦 1951年イタリアグランプリ | FIA F1世界選手権 1951年シーズン | 次戦 1952年スイスグランプリ       |
|                               | スペイングランプリ              | 次回開催 1954年スペイングランプリ |